# Chrudim
Chrudim település Csehországban, a Chrudimi járásban. Chrudim Bylany, Rabštejnská Lhota, Sobětuchy, Slatiňany, Kočí, Orel, Tuněchody, Úhřetice, Vejvanovice, Třibřichy, Dřenice, Lány, Ostřešany és Mikulovice településekkel határos. Lakosainak száma 23 441 fő (2024. január 1.).

## Népesség
A település lakosságának változását az alábbi diagram mutatja:
| Lakosok száma | 9446 | 13 484 | 14 620 | 14 053 | 17 268 | 23 898 | 23 102 | 23 151 | 22 773 | 23 441 |
|               | 1869 | 1890   | 1921   | 1950   | 1970   | 2001   | 2017   | 2019   | 2022   | 2024   |